# Зал аудиенций Павла VI
Зал аудиенций Павла VI (итал. Aula Paolo VI) — здание на территории Ватикана и Рима, названное в честь папы римского Павла VI. Строение находится на территории Ватикана и частично выходит за его пределы. Та его часть, что расположена в Риме, является собственностью Святого Престола и используется папой римским для проведения аудиенций по средам в качестве альтернативы к площади Святого Петра.

## Архитектура
Здание было построено в 1964—1971 годах по заказу Павла VI итальянским архитектором Пьером Луиджи Нерви. Как и прочие творения Нерви, здание выполнено из железобетона. Вместимость зала составляет 6300 сидячих мест. Если частично убрать сидячие места, зал может вместить до 12 000 зрителей.
В центре зала находится бронзовая/медная скульптура Возрождение (итал. La Resurrezione), созданная Перикле Фаззини. Меньший зал, носящий название Зал Синода (итал. Aula del Sinodo), разместился в восточной части здания на втором этаже.
В 2007 году было принято решение установить на крышу зала аудиенций Павла VI 2400 фотоэлементов для эффективного использования солнечной энергии для климатического контроля и освещения здания. Система оснащения была установлена немецкой компанией SolarWorld и в 2008 году получила награду European Solar Prize в категории Solar architecture and urban development.